# Éruption Oruanui
L'éruption Oruanui est une éruption volcanique qui s'est déroulée il y a environ 26 500 ans, au niveau de l'actuel lac Taupo, dans l'île du Nord en Nouvelle-Zélande.
Cette éruption serait la plus grande éruption volcanique des derniers 70 000 ans, avec un indice d'explosivité volcanique évalué à 8. Elle a généré environ 430 km3 de dépôts pyroclastiques, 320 km3 de nuée ardente et 420 km3 des matériaux primaires de la caldeira soit l'équivalent de 530 km3 de magma. Selon le volcanologue français Jacques-Marie Bardintzeff, cette éruption fut, dans la préhistoire de la Nouvelle-Zélande, « un événement vraiment majeur » qui mérite la qualification de  « supervolcan » au volcan Taupo. L'actuel lac Taupo occupe en partie la caldeira créée au cours de cette éruption.
L'éruption n'a fait aucune victime humaine directe, car la Nouvelle-Zélande commença à être peuplée par les Maoris entre 1050 et 1300 seulement.